# 윌 펠츠

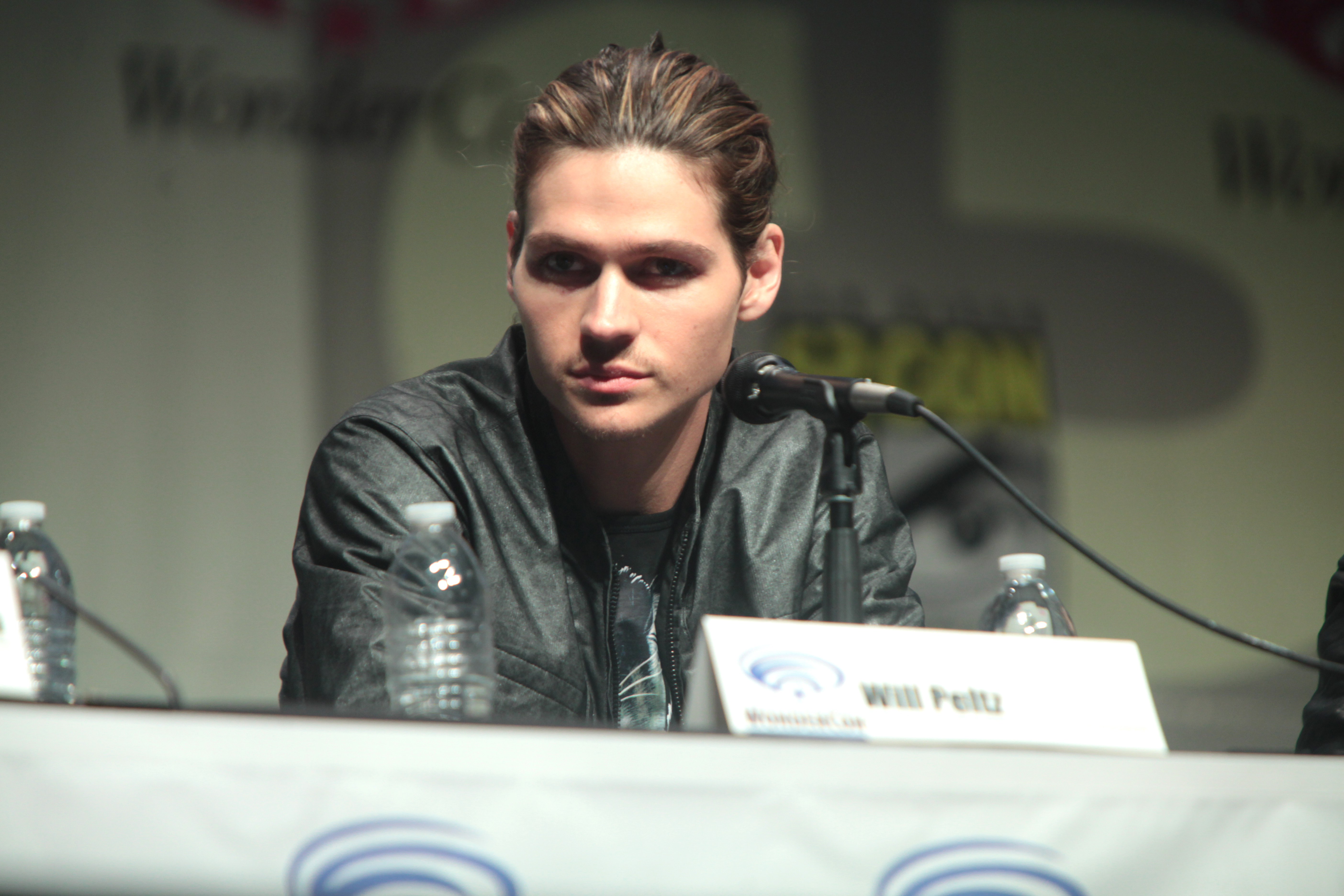

윌 펠츠(Will Peltz, 1986년 5월 30일 ~ )는 미국의 배우, 텔레비전 배우, 모델, 영화배우이다.
뉴욕에서 태어났다.

## 방송
- 안투라지 시즌7